# Egejska vojvodina
Egejska vojvodina (grško: Δουκάτον Αιγαίου,  italijansko: Ducato dell’ Egeopelago), znana tudi kot Arhipelaška vojvodina (grško: Δουκάτον Αρχιπελάγους, italijansko: Ducato dell'arcipelago) in Vojvodina Naxos (po glavnem mestu Naxos),  država, ki so jo po četrti križarski vojni ustanovili Benečani na otočju Kikladi v Egejskem morju. Središče vojvodine sta bila otoka Naxos in Paros.

## Ustanovitev vojvodine
Italijanske mestne države, predvsem Genova, Pisa in Beneška republika so se zanimale za egejske otoke že dolgo pred četrto križarsko vojno. V Bizancu so imele svoje trgovske kolonije, italijanski gusarji pa so v 12. stoletju pogosto napadali mesta na grških otokih. Po propadu in delitvi Bizantinskega cesarstva leta 1204, pri kateri so imeli Benečani glavno vlogo, so se beneški interesi v Egejskem morju končno lahko uresničili.
Egejsko vojvodino je leta 1207 ustanovil Marco Sanudo, udeleženec pohoda na Bizanc  in nečak bivšega beneškega doža Enrica Dandola, ki je v napadu na Bizanc poveljeval beneškemu ladjevju. Vojvodino je ustanovil brez soglasja latinskega cesarja Henrika Flandrijskega (1206–1216). Pri tem so mu pomagali Marino Dandolo, Andrea in Geremia Ghisi, vladar Evboje  Ravano dalle Carceri in vladar  Lemnosa Philocalo Navigaioso. V beneškem arzenalu je najel osem galej in se zasidral v pristanišču Potamidides na jugozahodu Naxosa. Kmalu zatem je zavzel večino otoka.
Grški prebivalci so se zbrali v trdnjavi Apalyros v notranjosti otoka in se krepko upirali osvajalcem, vendar so se morali po petih ali šestih tednih obleganja kljub pomoči Genovežanov vdati. Do leta 1210 so Benečani zasedli ves otok. Sanudo je zatem osvojil Milos, nato pa še vse ostale otoke v Kikladih in se razglasil za vojvodo Naxosa oziroma Arhipelaga s sedežem v Naxosu. V Naxosu je obnovil močno trdnjavo, otočje pa razdelil  na 56 provinc, ki jih je kot fevde razdelil svojim pristašem. Za svojega vazalnega gospoda je izbral cesarja Latinskega cesarstva v Bizancu in ne Beneške republike.   
Sanudo je vladal svoji vojvodini celih dvajset let (1207–1227). V njegovi osebni posesti so bili otoki Paros, Antiparos, Milos, Sifnos, Kithnos, Ios, Amorgos, Kimolos, Sikinos, Siros, in Folegandros. K vojvodini so spadali tudi otoki Andros, ki ga je imel v posesti Enrica Dandolo, Tinos, Mikonos, Skiros, Skopelos, Serifos in Kea, ki so pripadali  bratom Ghisi, Thira, ki je pripadala Jacopu Barozzi, Anafi, ki je bil  v posesti Leonarda Foscola), Kythira, ki ga je imel Marco Venier) in Antikythira ali Cerigotto, ki je pripadal Jacopu Viaru.

## Uprava, religija in gospodarstvo
Uvedba zahodnoevropskega fevdalizma za grške prebivalce otokov ni pomenila kakšnih velikih sprememb, saj je bil novi sistem zelo podoben bizantinskemu fevdalnemu sistemu pronoia. Sanudo in njegovi nasledniki so vodili preudarno in razumno politiko, tako da so bili odnosi z domačini praviloma dobri in nekaj fevdov so dobili tudi domačini.
Benečani so s seboj prinesli tudi katoliško vero, vendar je večina domačega grškega prebivalstva ostala zvesta svoji stari  grški pravoslavni veri. Marko Sanudo je v Naxosu ustoličil latinskega nadškofa, ki prebivalcev ni prisilno spreobračal v katoliško vero, kar so kasneje počeli njegovi nasledniki. Njegova glavna vloga je bila izključitev  pravoslavnega klera in pravoslavnih prebivalcev z vplivnih položajev. Razlike v veroizpovedi so sčasoma dobile tudi socialno obeležje: vladajoči katoliški razred je živel v mestih, pravoslavna večina pa na podeželju.
Benečani so se ukvarjali predvsem s trgovino. Svoje trgovske poti so podaljšali do večjih otokov pred anatolsko obalo, ki so sicer spadali v Latinsko cesarstvo in kasneje v obnovljeno Bizantinsko cesarstvo. Trgovske poti so se obdržale vse do 14. stoletja, ko je otoke zasedlo Otomansko cesarstvo. Poleg blaga iz Azije so v Evropo  izvažali korund in marmor iz kamnolomov na Naxosu. Nekaj latinskih fevdalnih pravic se je na Naxosu in bližnjih otokih ohranilo  vse do leta 1720, ko so otoke zasedli Turki.

## Kasnejša zgodovina
Anali Egejske vojvodine se v glavnem nanašajo na kronike družin Sanudo in Dandolo, Ghisi, Crispo in Sommaripa, Venier in Quirini ter Barozzi in Gozzadini. Vojvodini je vladalo enaindvajset vojvod, ki so bili najprej vazali  latinskih cesarjev v Bizancu, potem pa dinastije Villehardouin in Kneževine Ahaje, Anžuvincev iz Neapeljskega kraljestva (1278) in Beneške republike (po letu 1418).
Leta 1236 je vojvodina uradno pripadla Viljemu Villehardouinskemu, kasnejšemu knezu Ahaje. Marko II. Sanudo je v poznem 13. stoletju v spopadih  z admiralom Licariom iz obnovljenega Bizantinskega cesarstva, izgubil vse otoke, razen Naxosa in Parosa. Bizantinska oblast je bila kratkotrajna, ker so se leta 1310 odrekli svojim posestim. 
Ostanke vojvodine je leta 1317 napadla katalonska Velika družba. Leta 1383 je družina Crispo sprožila oborožen upor in vrgla z oblasti Sanudove naslednike. Ko so vojvodini zavladali vojvode Crispo, sta začela socialni red in  poljedelstvo propadati in prevladovati je začelo piratstvo.

## Propad in zmaga Turkov
Egejska vojvodina je plačevala davke turškim sultanon že pred letom 1566, ko je sultan Selim II. odstavil zadnjega latinskega krščanskega vojvodo Jakoba I. Crispa. Sultan je namesto njega imenoval svojega zastopnika, portugalskega Juda Jožefa Nasija (1566-1579).  
Nasi je bil poročen s svojo sestrično Reyno Nasi, dedinjo družine Mendes, ki je po izgonu Judov iz Španije leta 1492 (Alhambrski dekret) s svojim premoženjem pobegnila v Turčijo. Po Jožefovi smrti leta 1579 je sultan zaplenil večino njenega premoženja. Pustil ji je samo 90.000 dinarjev, ki so bili dogovorjeni s poročno pogodbo (ketubah). Reyna je s tem denarjem kupila prvo tiskarsko stiskalnico s hebrejskim naborom znakov, s katero so tiskali najprej v palači Belvedere, potem pa v predmestju Istambula.
Latinska krščanska oblast na egejskih otokih tudi po prihodu Turkov ni popolnoma izginila. Bolonjska družina Gozzadini se je obdržala na oblasti na Sifnosu in drugih manjših otokih v Kikladih vse do leta 1617, Benečani pa na otoku Tinosu do leta 1714. Zadnje beneško pristanišče v Moreji (Poloponez) je padlo leta 1718. 
Zadnji, ki je nosil naslov Egejskega vojvode, je bil dalmatinski plemič Gaspar Graziani. Naslov je dobil kmalu po letu 1579, izgubil pa ga je ali leta 1619, ko je postal knez Moldavije ali leta 1620, ko so ga usmrtili.

## Druga beneška ozemlja v Egejskem morju
Benečani so imeli kolonije tudi na drugih egejskih otokih, ki niso pripadale niti Latinskemu cesarstvu niti Egejski vojvodini. Leta 1204 so od Bonifacija Montferraškega, vodje četrtega križarskega pohoda, kupili Kreto, katero je leta 1206 zasedel Maltežan Enrico Pescatore. V letih 1207 do 1211 so otok tudi zasedli in na njem ustoličili svojega prvega vojvodo Jacopa Tiepola. 
Benečani so vladali tudi večjemu delu otoka Evbeja (Negroponte) na katerem so imeli svojo trgovsko kolonijo. Nekaj trgovskih kolonij so imeli tudi na celinskem delu Grčije.

## Vojvode Egejske vojvodine

### Dinastija Sanudo
- Marco I. Sanudo (1207–1227)
- Angelo (1227–1262)
- Marco II. (1262–1303)
- Guglielmo I. (1303–1323)
- Niccolò I. (1323–1341)
- Giovanni I. (1341–1361)
- Fiorenza (1361–1371)
- Niccolò II. (1364)
- Niccolo III. dalle Carceri (1371–1383)

### Dinastija Crispo
- Francesco I. Crispo (1383–1397)
- Giacomo I. (1397–1418)
- Giovanni II. (1419–1437)
- Giacomo II. (1437–1447)
- Gian Giacomo (1447–1453)
- Guglielmo II. (1453-1463)
- Francesco II. (1463)
- Giacomo III. (1463–1480)
- Giovanni III. (1480–1494)
- Francesco III. (1500–1511)
- Giovanni IV. (1517–1564)
- Giacomo IV. (1564–1566)

### Zastopnik Otomanskega cesarstva
- Jožef Nasi (1566–1579)